# Schernfeld
Schernfeld är en kommun och ort i Landkreis Eichstätt i Regierungsbezirk Oberbayern i förbundslandet Bayern i Tyskland.
Kommunen ingår i kommunalförbundet Eichstätt tillsammans med kommunerna Pollenfeld och Walting.